# Spirale d'aromatiques

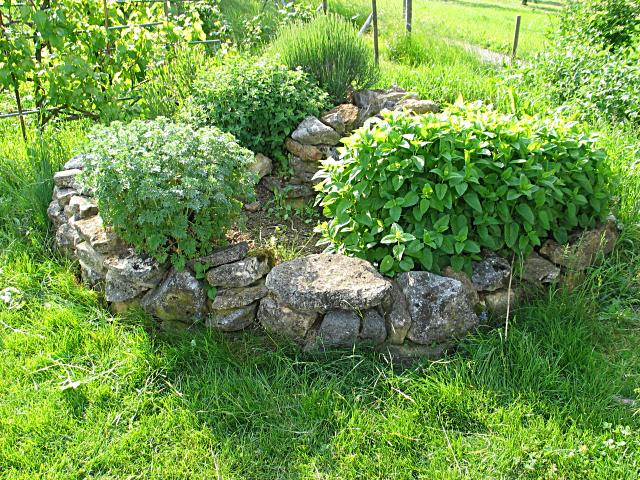
Spirale d'aromatiques en début d'été.

Une spirale d'aromatiques est une plate-bande en trois dimensions pour la culture des herbes aromatiques. La spirale d'aromatiques est un exemple de conception permaculturelle. Sa construction permet de répondre, sur un minimum d'espace, aux exigences climatiques des différentes plantes.

## Structure

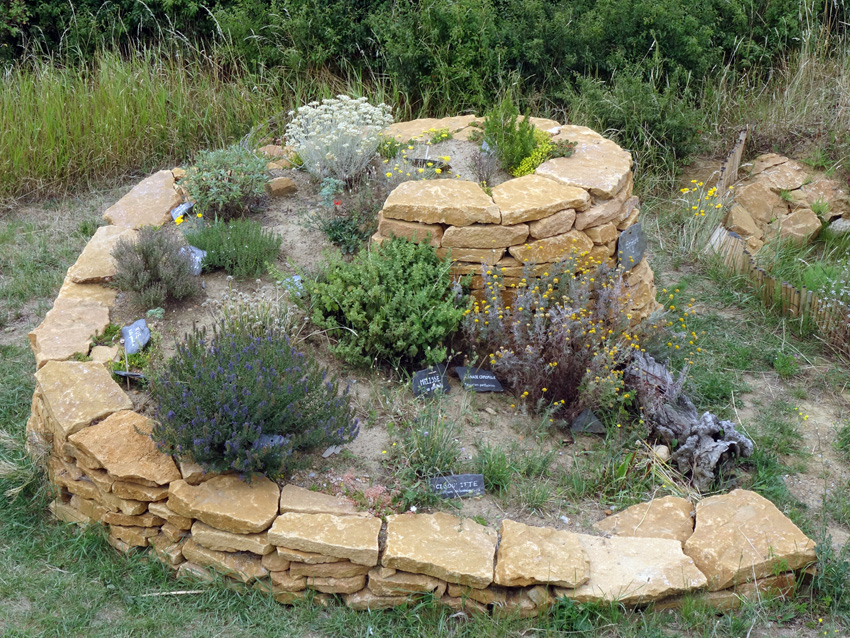
Spirale à aromatiques et insectes réalisée en 2012 par l'association ARTHROPOLOGIA à l'Ecocentre du Lyonnais.

Une spirale d'aromatiques est une construction à pierres sèches mesurant environ 1 mètre de haut pour 1,60 mètre de diamètre.
Le bas de la spirale commence avec un petit étang sur le côté sud. Cela crée un microclimat humide et réfléchit la lumière et la chaleur sur la paroi sud derrière les racines des plantes thermophiles. La terre est riche, mêlée par exemple à du compost.
La partie centrale correspond à des conditions de croissance typiques d'Europe centrale, sans trop d'humus et plus perméable que dans la zone humide. Des zones sont à mi-ombre. Les plantes qui poussent dans ce secteur sont par exemple le persil, la coriandre, l'estragon, le cumin, l'origan ou le basilic.
La partie supérieure de la spirale est une zone sèche. Le sol est perméable et maigre, pouvant contenir du sable. La structure interne de la spirale d'aromatiques assure un bon drainage. Ce sont des conditions idéales pour de nombreuses plantes méditerranéennes comme la sauge, le thym ou la lavande.

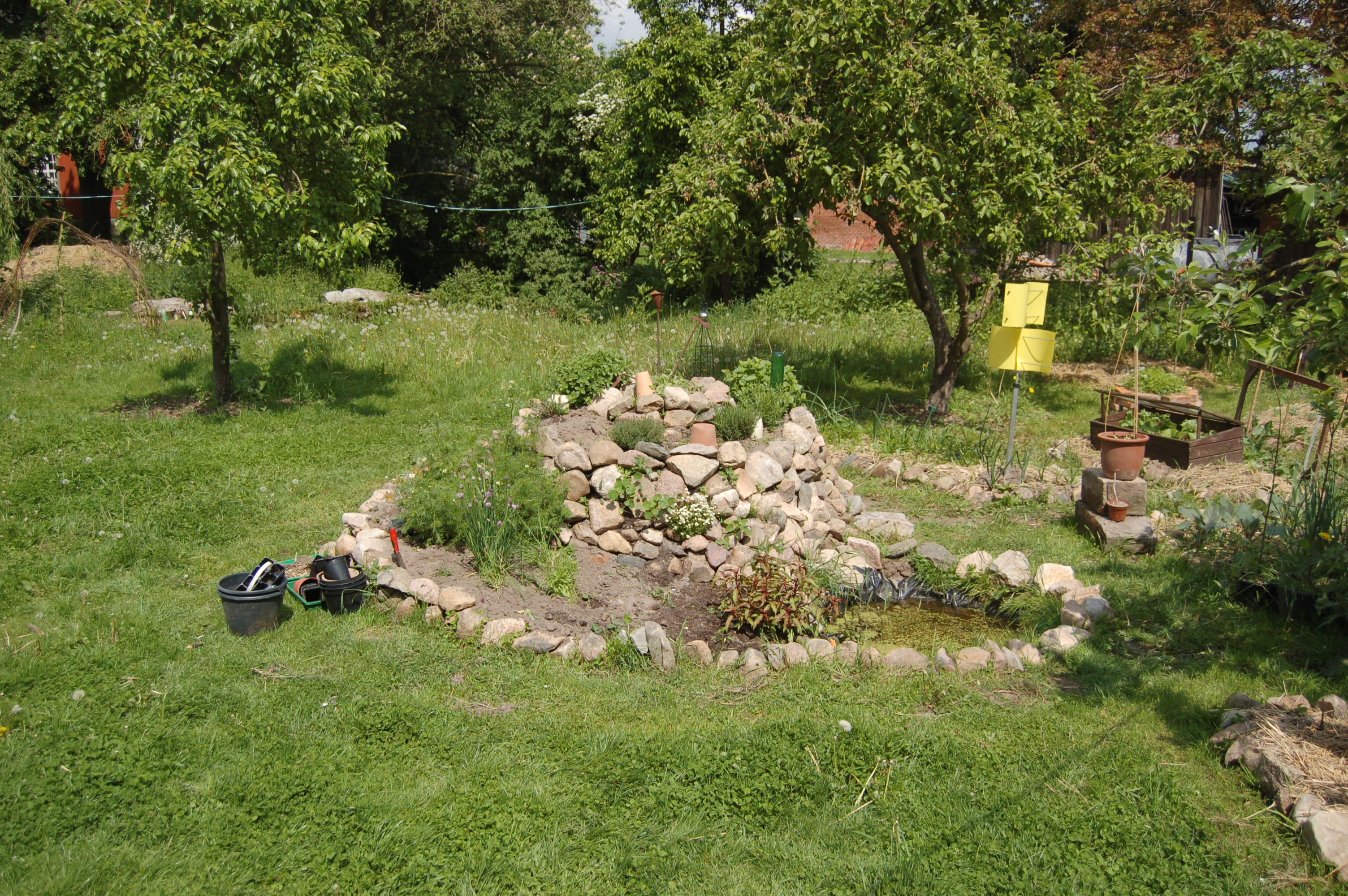
Spirale d'aromatiques.
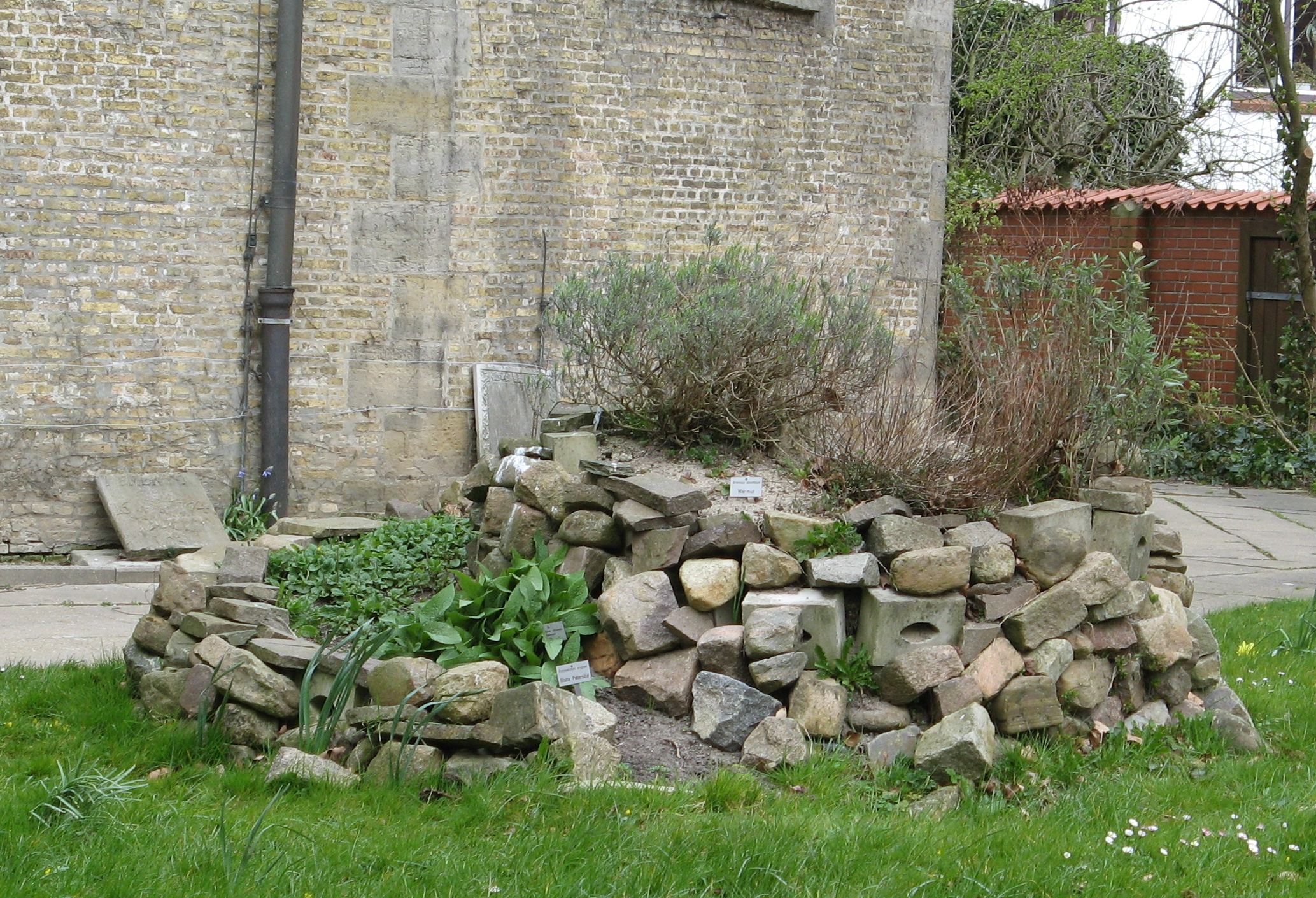
Spirale vue de côté.
Plan de la structure.

## Autres utilités
Outre la production de plantes aromatiques, la spirale d'aromatiques a d'autres intérêts :
- de nombreuses plantes aromatiques étant mellifères (nectarifères serait plus approprié), elles sont donc butinées par de nombreux insectes pollinisateurs.
- lors de la construction, des abris pour les animaux auxiliaires peuvent être intégrés dans le mur : gîte à insectes[3], à hérisson...